# Kirche Hl. Großmärtyrer Georg (Divoš)

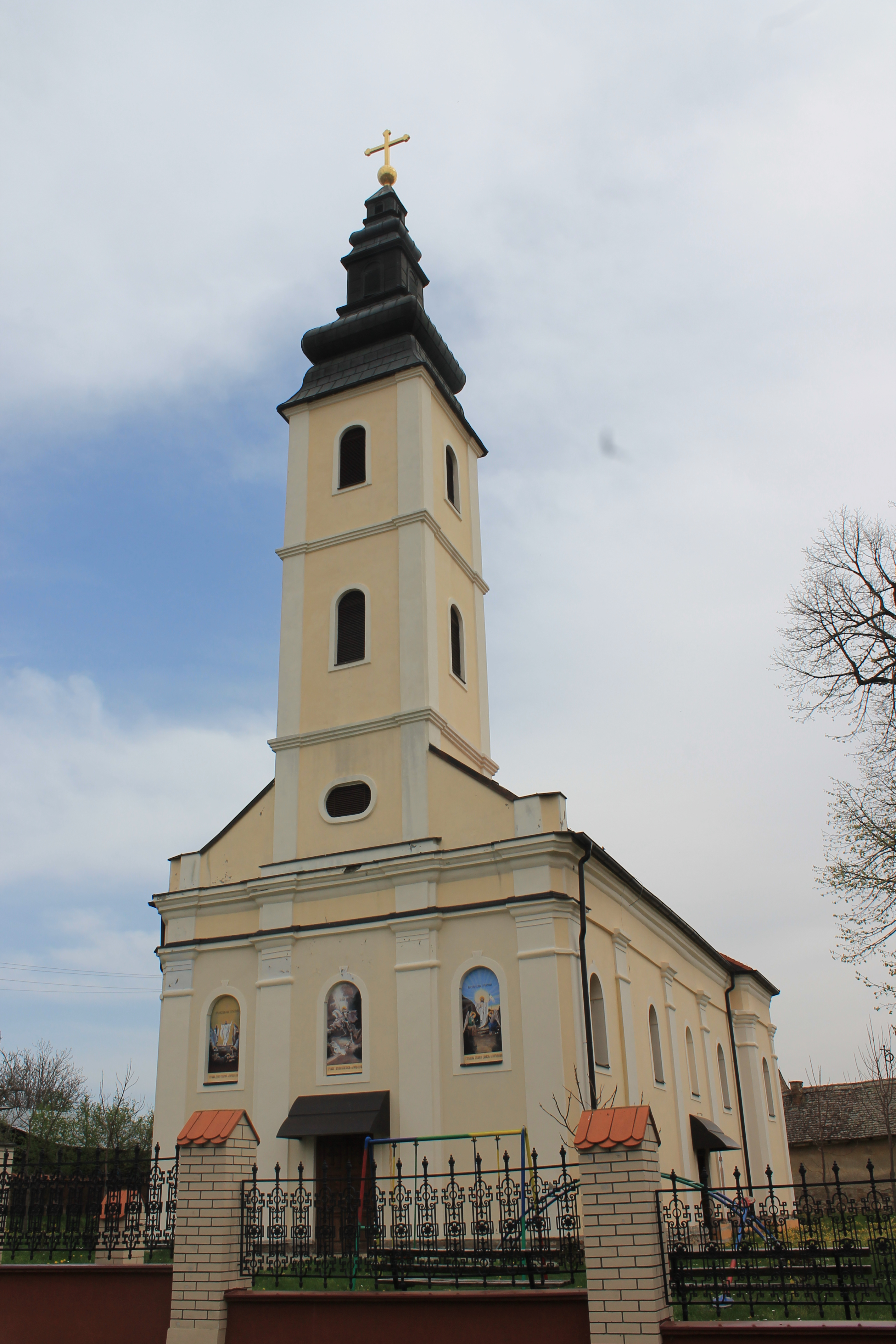
Die Kirche Hl. Großmärtyrer Georg in Divoš

Die Kirche Hl. Großmärtyrer Georg (serbisch: Црква Светог великомученика Георгија, Crkva Svetog velikomučenika Georgija) in Divoš, einem Dorf in der Opština Sremska Mitrovica, ist eine serbisch-orthodoxe Kirche in der nordserbischen autonomen Provinz Vojvodina.
Das 1769 erbaute Kirchengebäude ist dem Hl. Großmärtyrer Georg geweiht und ist die Pfarrkirche der Pfarrei Divoš im Dekanat Sremska Mitrovica der Eparchie Srem der Serbisch-Orthodoxen Kirche.
Als unbewegliches Kulturgut besitzt die Kirche den Status eines Kulturdenkmals von großer Bedeutung und steht unter staatlichem Schutz.

## Lage

### Divoš
Das Kirchengebäude steht im Dorf Divoš, das sich an den südwestlichen Hängen der Fruška Gora in der Landschaft des Srem befindet, etwa 19 km nordwestlich der Gemeindehauptstadt. 
Das Dorf weist für Vojvodina-Verhältnisse eine besondere Siedlungsstruktur auf, da es aus drei Dorfteilen besteht, die 100–200 m voneinander entfernt liegen. Der Bach Jaroš teilt das Dorf in zwei größere Ortsteile, die an den Hängen über dem Bachtal liegen: Velika Strana (westlicher Dorfteil) und Mala Strana (östlicher Dorfteil), während der dritte Ortsteil, Prnjavor (nördlicher Dorfteil), im Bachtal selbst liegt.

### Kirche Hl. Georg
Die Kirche steht im Süden der Velika Strana, an der Straße Lekina ulica, im Dorfzentrum. Die genaue Adresse der Kirche lautet Lekina ulica Nr. 4. Unweit der Kirche stehen das Dorfrathaus, die Dorfpost, die Grundschule und ein Einkaufsgeschäft. 
Im umzäunten Kirchhof mit einem großen Eingangstor, stehen neben der Kirche, auch ein kleiner Kirchbrunnen, ein Kinderspielplatz und ein Sommer-Pavillon. Das Pfarrhaus steht unweit der Kirche und im Süden des Dorfes befindet sich der Friedhof.
Im Kirchhof befinden sich einige alte Grabdenkmäler von prominenten Bürgern des Ortes. Diese Gräber gehören: dem neunzigjährigen Mann Fruša und seiner Frau Rosa aus dem Jahre 1791, den Herren Andrej und Jovan Frušić (1801), Konstantin Frušić (1832), Pavle Smiljanić, Pavle Biklavac und einem weiteren nicht identifizierten Dorfbewohner.

## Geschichte

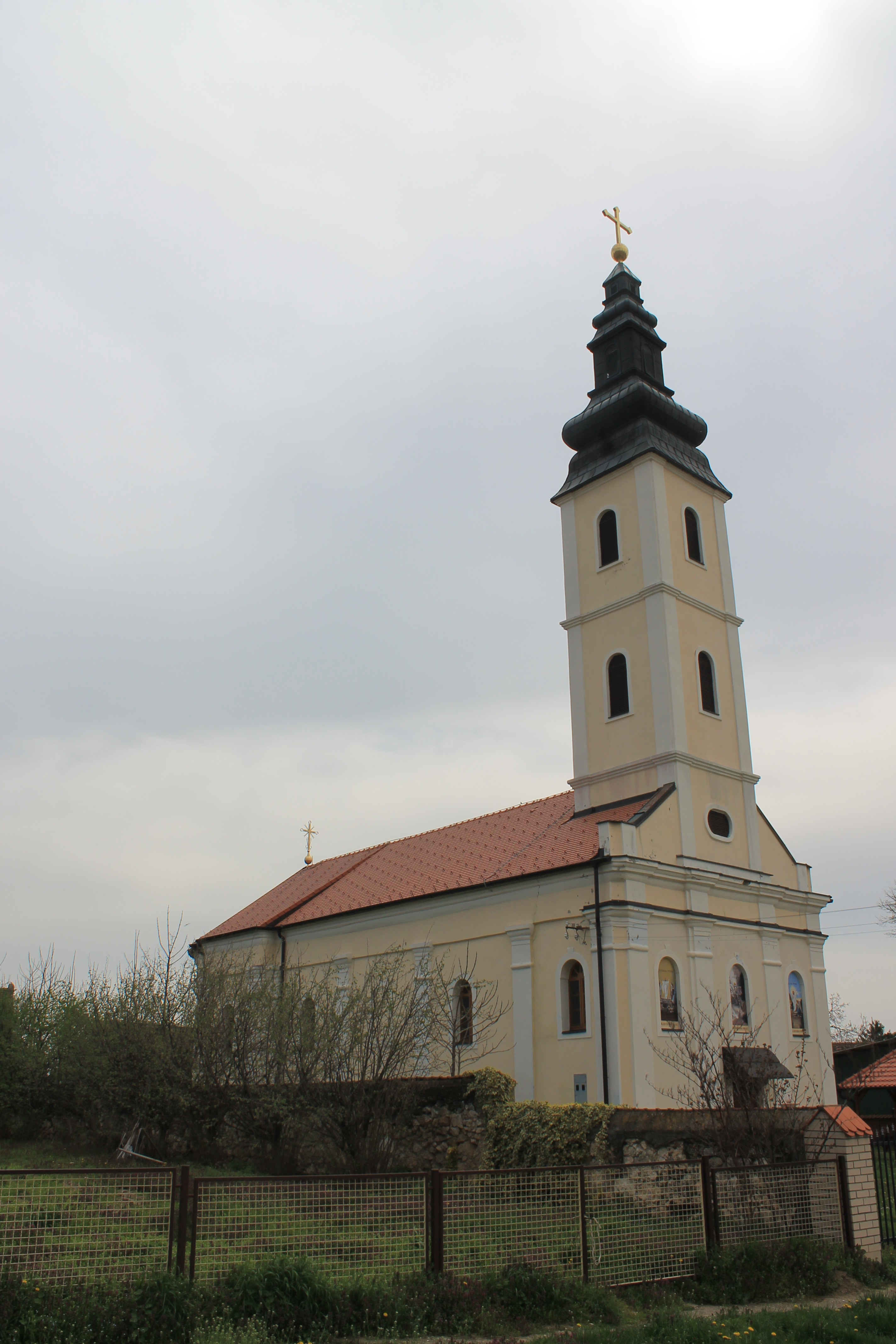
Blick auf die Nordseite der Kirche

Vor dem heutigen Kirchengebäude stand am gleichen Standort eine kleinere ältere Kirche. Das erste Gotteshaus in Divoš wurde aus Weidengeflecht gebaut, mit Lehm verputzt und mit Schilf bedeckt und verfügte über einen Steinaltar, ein Waschbecken und ein Baptisterium aus Eichenholz.
Die heutige Kirche Hl. Großmärtyrer Georg wurde 1769 erbaut. Der hohe Kirchturm wurde nach 1792 nachträglich an die Westfassade angebaut. 
Das Gotteshaus wurde erstmals 1815 von Dimitrije Šuvaković renoviert. Größere Restaurierungsarbeiten wurden 1863 und 1891 durchgeführt.
In der Zwischenkriegszeit im damaligen Königreich Jugoslawien, wurde die Kirche um 1930 im neobarocken Geist vollständig renoviert. 
Zur Zeit des Zweiten Weltkriegs erlitt die Kirche und das Dorf Divoš schwere Schäden. Das Gotteshaus wurde in Brand gesteckt und brannte nieder, wobei die Ikonostase schwer beschädigt wurde. Auch der Kirchturm wurde im Krieg gesprengt. 
Nach dem Kriegsende im nun sozialistischen Jugoslawien wurde zunächst ein neuer Kirchturm, ohne stilistische Merkmale, errichtet. Nach dem Krieg wurde die schwer beschädigte Ikonostase aus dem Jahr 1786 abgebaut. Einige der Ikonen wurden auf die Ikonostase, einer temporär bestehenden Kapelle, angebracht und andere wurden in das Museum für Kirchenkunst in Sremska Mitrovica überführt. Später wurde die Ikonostase in der Kirche wieder aufgestellt. 
Die große Rekonstruktion der Kirche wurde 1984 begonnen und in den 1990er Jahren abgeschlossen. Die umfangreichsten Arbeiten betrafen den Kirchturm, dessen neobarocke Merkmale, 1997 wiederhergestellt wurden. Die Arbeiten an der Ikonostase, die von großem Wert ist, sind noch nicht gänzlich abgeschlossen. 
Am 6. Mai 2023, dem Feiertag des Hl. Georg und der Slava der Kirche und des Dorfes (nach julianischem Kalender), hielt der Bischof der Eparchie Srem, Vasilije, persönlich die Hl. Liturgie in der Kirche. Dem Bischof assistierten der derzeitige Pfarrpriester, Dragan Vučić, und der Eparchie-Diakon Goran Vlasac. 
Die Göttliche Liturgie wurde durch den Gesang der Studenten des Theologischen Seminars Hl. Arsenius in Sremski Karlovci und des örtlichen Kinderchors, organisiert von der Frau des Priesters Vučić, bereichert.
In den letzten Jahren wurden die Außenfassaden der Kirche neu gestrichen.

## Architektur

### Kirchenäußeres

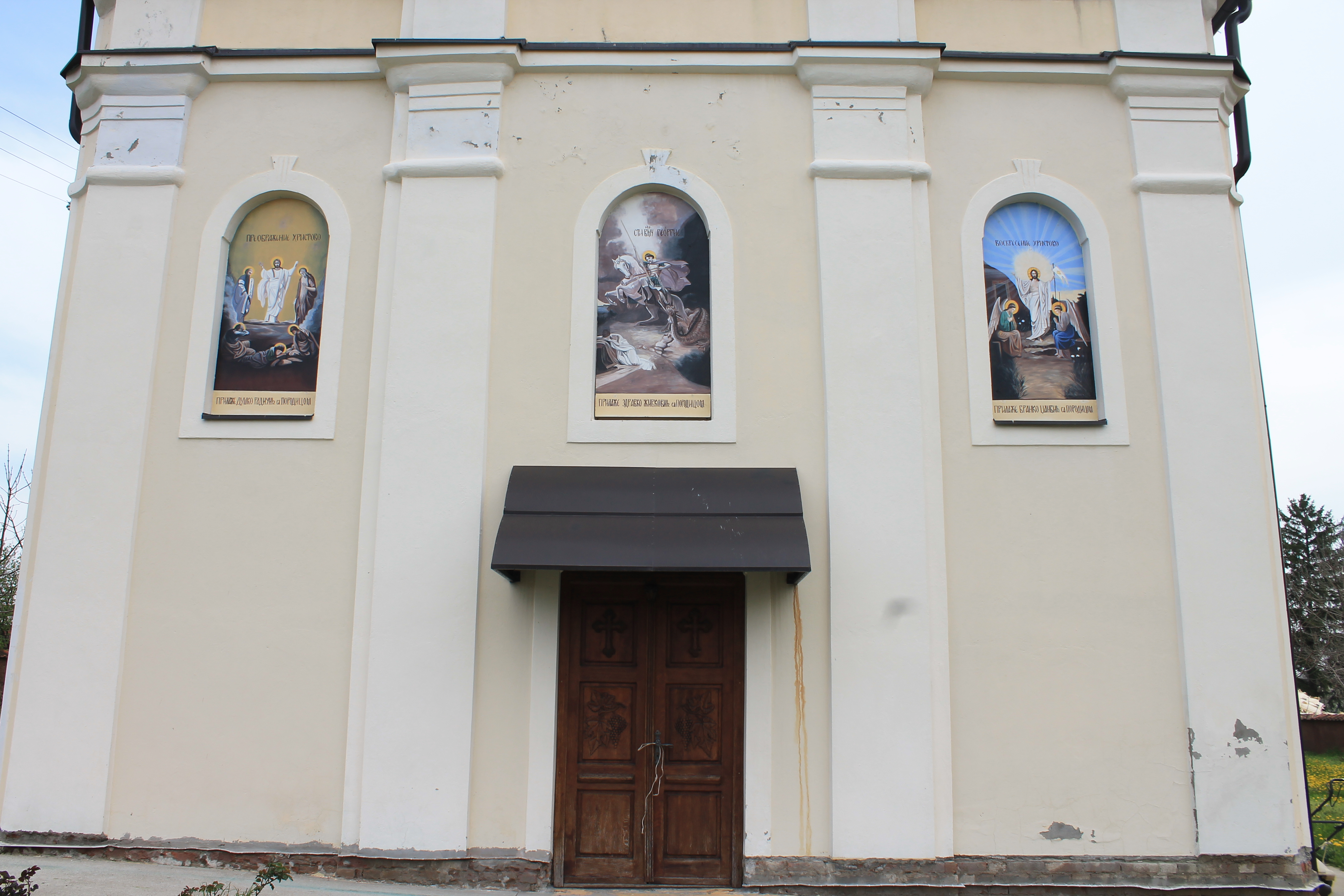
Die Fresken an der Westfassade

Das einschiffige Kirchengebäude wurde im Stil des Barock erbaut, mit einer halbrunden Altar-Apsis im Osten, flachrechteckigen Chorerweiterungen am östlichen Ende des Naos und einem Narthex mitsamt einem nachträglich barocken hohen Kirchturm mit Rundbogenöffnungen im Erdgeschoss und einer mehrstufigen Zwiebelturmkappe, erbaut.
Der Kirchturm ist mit drei horizontalen, profilierten Gesimsen und doppelten Pilastern verziert, die an den Ecken des Turms vertikal verbunden sind. Durch den nachträglichen Anbau zweier Nebenräume wurde der Kirchturm mit dem Kirchenschiff verbunden. 
Die Fassaden der Kirche werden horizontal durch einen Sockel und ein profiliertes Attikagesims, vertikal durch Pilaster mit profilierten Kapitellen und Blendnischen gegliedert.
Die Kirche besitzt einen Haupteingang an der Westfassade und einen Nebeneingang an der Südfassade. An der Westfassade über dem Haupteingang, ist in drei Blendnischen, jeweils eine Freskendarstellung vorhanden. Die mittlere Freske stellt den Schutzpatron, den Hl. Großmärtyrer Georg den Siegbringenden, dar. Zu seiner linken ist die Christi Verklärung und zu rechten die Christi Auferstehung abgebildet.
Die Kirche besitzt zwei Kirchenkreuze. Eines auf der Spitze des Kirchturmes und das andere am Ostende des Naos.

### Kircheninneres
Die prächtige, reich verzierte, mehrtürige und mehrgeschoßige hölzerne Ikonostase wurde 1786 im Stil des Barock hergestellt. 
Die beiden bekannten Maler, Grigorije Davidović Opšić und Vasilije Ostojić, malten die Ikonen der Ikonostase. Diese beiden Maler mit völlig unterschiedlichen künstlerischen Auffassungen trafen sich erstmals, als Mitarbeiter, bei der Schaffung der Ikonen für die Kirche in Divoš. Das Ikonen bemalen in der Kirche war gleichzeitig das letztes Werk des Künstlers Ostojić.
Vasilije Ostojić studierte die Malerei in der Kunstwerkstatt des ukrainischen Malers Jov Vasilijevič in Sremski Karlovci. Während Grigorije Davidović Opšić die Malerei in der Werkstatt des bekannten Malers Dimitrije Bačević studierte, später erscheint er jedoch als Mitarbeiter des ebenfalls bekannten Malers Teodor Kračun. Grigorije Davidović Opšić aus dem Dorf Čalma, stand als Maler im Dienste des Patriarchen Arsenije IV.
Die fast nicht mehr sichtbaren Wandmalereien im Kircheninnenraum wurde 1795 von Grigorije Davidović Opšić gemalt, der auch die große Ikone der Wiederkunft Christi aus dem Jahr 1796 angefertigte. 
Ende des 19. Jahrhunderts wurde die Ikonostase vom Maler, Dušan Aleksić, aus Arad gereinigt. Die Kirche besitzt einen Gottesmutter- und Bischofsthron sowie einen Chorbalkon im westlichen Kirchenschiff. Auch hölzernes Chorgestühl ist an den Seitenwänden des Kircheninnenraum platziert.